# 四针瘿螨属
四针瘿螨属（学名：Quadracus）为大嘴瘿螨科的一个属。

## 下级分类
本属包括以下物种：
- 柘四针瘿螨 Quadracus cudraniae Kuang
- 龙州四针瘿螨 Quadracus longzhouensis [1]